# Aragats
Il monte Aragats (in armeno Արագած?) è la montagna più alta dell'Armenia moderna, dopo che il monte Ararat è rimasto alla Turchia. Si trova nella provincia di Aragatsotn, che in armeno vuol dire "il piede dell'Aragats", ed è uno stratovulcano spento (l'ultima eruzione risalirebbe al 3000 a.C.). L'orlo del cratere è costituito da quattro vette: la più alta a nord di 4.095 m, la ovest di 4.080 m, la sud di 3.879 m e la est di 3.916 m. Lungo le sue pendici si trovano la fortezza medioevale di Amberd e l'osservatorio di Byurakan.